# Lars Gunnar Bodin
För ledamoten av första kammaren med samma namn, se Lars Gunnar Bodin (politiker)
Lars-Gunnar Bodin, född 15 juli 1935 i Stockholm, död 10 maj 2021 i Gnesta, var en svensk kompositör, elektronmusikpionjär, poet, bildkonstnär och performanceartist. Han bodde och arbetade i Stockholm.

## Verksamhet
Lars-Gunnar Bodin studerade komposition för Lennart Wenström-Lekare 1956 till 1960 samtidigt som han också spelade jazz. Med denna bakgrund åkte han 1961 till Darmstadt för att gå en kurs hållen av Karlheinz Stockhausen och György Ligeti. Inspirerad av denna nya form och influerad av John Cage börjar han experiment med kompositioner baserade på tal och text. Tillsammans med Bengt Emil Johnson myntar han begreppet text-ljud-komposition. Bodin fortsatte arbeta med både den uttrycksformen och ren elektronisk musik. Under 1960-talet var han en av det starkast drivande krafterna i Fylkingen och han var deras ordförande åren 1969 till 1972. Senare, åren 1979 till 1989, var han chef för vad som då hette Elektronmusikstudion, förkortad EMS.
Periodvis arbetade han också som lärare i elektronisk musik på universitet i USA.
Han samarbetade återkommande med koreografen Margaretha Åsberg. Exempelvis i dansstycket place of plays från 1967 och året därefter i dansnumret from one point to any other point där han gjorde musiken tillsammans med Bengt Emil Johnson. Bodin deltog också i flera happenings som främst framfördes på Moderna museet.
Genom sitt intresse för datorer som hjälpmedel att komponera musik blev han i början av 1960-talet också en av de pionjärerna i Sverige för att skapa bildkonst med dem. Tillsammans med programmeraren Göran Sundqvist arbetade han med att ta fram olika metoder för att skapa bilder med stokastiska och aleatoriska metoder som han tidigare arbetat med inom musiken.
Han hade fram till sin död en garanterad inkomst på minst fem prisbasbelopp (ca 214 000 kr år 2009) per år från Svenska staten genom den statliga inkomstgarantin för konstnärer.
 Bodin finns representerad vid Moderna museet i Stockholm.

## Priser och utmärkelser
- 1978 – Ledamot nr 821 av Kungliga Musikaliska Akademien
- 1984 – Rosenbergpriset
- 1991 – Litteris et Artibus
- 2004 – Atterbergpriset

## Filmmusik
- 1992 – Kejsarn av Portugallien

## Fotnot
1. 1 2  Sveriges befolkning 2000, Sveriges Släktforskarförbund, 2020, läst: 8 oktober 2021.[källa från Wikidata]
2. ↑  Lars-Gunnar Bodin (1935-2021) (på engelska), läs online.[källa från Wikidata]
3. ↑  https://fylkingen.se/node/2773
4. ↑  SKAP Arkiverad 28 september 2007 hämtat från the Wayback Machine., NE
5. ↑  Svensson, Gary (2000). ”Digitala pionjärer : Datorkonstens introduktion i Sverige”. DIVA. http://urn.kb.se/resolve?urn=urn:nbn:se:liu:diva-28467. Läst 18 december 2018.
6. ↑  ”Statliga inkomstgarantier till konstnärer”. Arkiverad från originalet den 7 november 2010. https://web.archive.org/web/20101107101824/http://www.konstnarsnamnden.se/default.aspx?id=11891. Läst 1 januari 2014.
7. ↑  Moderna museet